# Marattisz
Marattisz (hettita nyelven Marattiš) a hettita korai korszak egyik főembere. Rendkívül bizonytalan státuszú személy, egy anekdotikus részleten kívül életéből nem ismertek az események. Amit biztosan tudunk róla, hogy Szugzijaszban született, és I. Hattuszilisz leányának, Hasztajarasznak a férje volt. Gyermekük, I. Murszilisz is ebben a városban született, aki Hattuszilisz unokájaként a trónra került a későbbiekben. Másik gyermekük Harapszilisz hercegnő, aki egy Hantilisz nevű, később szintén trónra jutó főemberhez ment feleségül.
Hattuszilisz uralkodásának második feléből ismert egy Ammunasz nevű kormányzó-herceg, aki vagy Papahdilmah vagy PU-szarruma fia volt. E tény alapján elképzelhető, hogy Marattisz ennek az Ammunasz hercegnek a fia. Hattuszilisz végrendelete nem tesz említést Marattiszról, talán azért, mert akkor már nem volt életben, talán azért, mert felesége, Hasztajarasz kapta a megbízást atyja temetésére.